# Владишки мост
„Владишкият мост“ над река Янтра се намира в кв. Асенов във Велико Търново и се смята за един от най-старите мостове в града.
Съоръжението е изградено с масивни каменни устои и дървена конструкция. Според някои историци от двете страни на моста е имало отбранителни кули. Построен през 1774 г. като е свързвал обитаваните от българи и турци ляв бряг (крепостта „Царевец“ на турски – „Хисар“, манастирът Великата Лавра, Храмът „Свети Петър и Павел“) и десен бряг (крепостта „Трапезица“, Храмът „Свети Георги“, Храмът „Димитър Солунски“). До 1935 г. е бил единственият мост в Асенова махала, по който е минавал пътят от Търново за селището Арбанаси. От него се хвърля богоявленския кръст в река Янтра. Поради красивата си гледка, мостът е и любимо място на влюбените. В знак на вечна любов, много катинарчета са заключени за него.
В началото на 2012 г. е включен за ремонт в проект „Подобряване на туристическите атракции и свързаната с тях инфраструктура в община Велико Търново“. Проектът се финансира по ОП „Регионално развитие“. Средствата, определени за моста, са 731 000 лв. – за подновяване изцяло на дървените елементи на моста, за обработване на металните срещу корозия. 